# Alexis Nahuelquén
Alexis Nahuelquén Castro (Punta Arenas, 1979 — Santiago de Chile, 16 de abril de 2002), fue un halterófilo chileno. Era considerado uno de los mejores exponentes de su disciplina en Chile, junto con Cristián Escalante.
Entre sus logros internacionales están su primer lugar en los VI Juegos Sudamericanos (1998), realizados en Cuenca, Ecuador, dos medallas de oro en el Panamericano Juvenil de Ciudad de México 1999, y el cuarto lugar en los XIII Juegos Panamericanos realizados en la ciudad canadiense de Winnipeg, en 1999. Nahuelquén era técnico en artes gráficas y al momento de su muerte estudiaba Educación Física en la Universidad Metropolitana de Ciencias de la Educación.
Fue hallado muerto el 16 de abril de 2002 en la piscina del hotel del Centro de Alto Rendimiento (CAR), ubicado en las dependencias del Estadio Nacional, en la comuna de Ñuñoa, donde habitaba junto a otros deportistas. A pesar de que en una primera instancia se barajó la posibilidad de un suicidio, o incluso de un asesinato, finalmente se estableció que su muerte ocurrió producto de una arritmia, tras una tarde de juerga.